# One More Time (film, 1970)
Pour les articles homonymes, voir One More Time.
One More Time est un film américain de Jerry Lewis sorti aux USA en 1970 (inédit en France). Il s'agit de la suite du film Sel, Poivre et Dynamite sorti deux ans plus tôt.

## Synopsis
Chris Pepper (Peter Lawford) et Charlie Salt (Sammy Davis Jr.) perdent leur boîte de nuit. Ils demandent de l'aide de la part du frère jumeau de Pepper, qui vit dans le milieu aristocratique. Cependant, celui-ci refuse. C'est alors qu'ils le retrouvent assassiné. Pepper prend son identité, mais il découvre bientôt que son frère était un contrebandier de diamants et qu'il a été assassiné par ses complices. Salt et Pepper se liguent pour mettre les criminels derrière les barreaux.

## Fiche technique
- Réalisation : Jerry Lewis
- Scénario : Michael Pertwee
- Musique : Les Reed
- Date de sortie USA : mai 1970, inédit en France
- Durée : 92 minutes

## Distribution
- Sammy Davis Jr. : Charlie Salt
- Peter Lawford : Chris Pepper
- John Wood
- Dudley Sutton
- Maggie Wright
- Ester Anderson
- Percy Herbert
- Peter Cushing : Dr Frankenstein
- Christopher Lee : Dracula

## Commentaires
One More Time a été tourné en Angleterre, au château d'Eastnor à Ledbury, redécoré en boîte de nuit pour les besoins du film. En fan de film d'horreur, le réalisateur Jerry Lewis fait apparaître deux stars de la Hammer : Peter Cushing en Dr Frankenstein et Christopher Lee en Dracula, qui font une petite apparition dans le film.